# CyCab

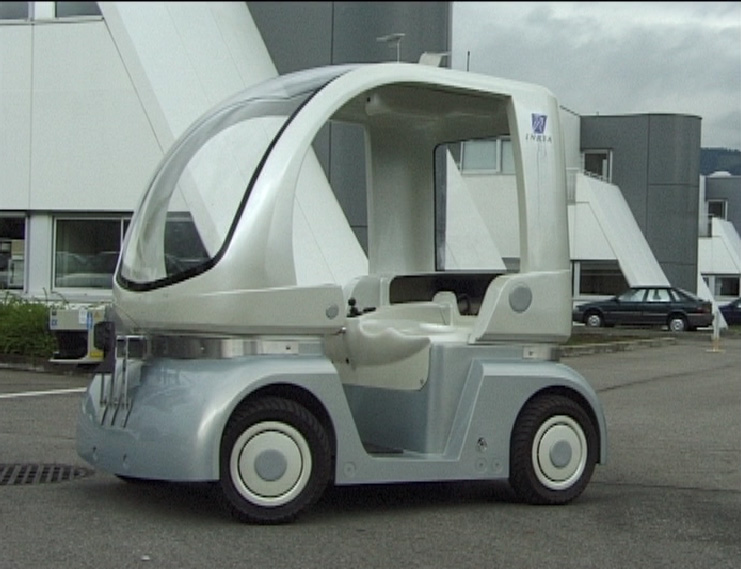
Cycab.

Le CyCab est un petit véhicule complètement automatique et électrique, développé par l'équipe IMARA de l'INRIA dans le cadre du projet CityMobil. Les premiers exemplaires ont été présentés au public dans la ville de Vantaa en Finlande en octobre 2009.

En France, les villes de La Rochelle et d'Antibes comptent faire l'acquisition de plusieurs CyCab.

## Détails techniques
Un CyCab est équipé d’un laser et d’une caméra qui lui permettent de suivre le marquage au sol et d’éviter les obstacles. Le véhicule possède également un GPS amélioré. Les CyCab communiquent entre eux via Internet, et peuvent ainsi échanger des informations pour se suivre à distance réduite, ou bien surfer sur le Web pour connaître en temps réel le trafic routier et éviter les embouteillages.
La caméra possède deux objectifs, ce qui permet au CyCab de voir en trois dimensions, comme un être humain.
Le GPS qui équipe le CyCab est un modèle différentiel, qui a une précision de quelques centimètres.